# Férfi strandröplabdatorna a 2008. évi nyári olimpiai játékokon
A 2008. évi nyári olimpiai játékokon a férfi strandröplabdatornát augusztus 9. és 22. között rendezték. A tornán 24 csapat vett részt.

## Lebonyolítás
A 24 párost 6 darab 4 csapatos csoportba osztották a kiemelésnek megfelelően. Körmérkőzések döntötték el a csoportok végeredményét. A csoportból az első két helyezett és a két legjobb harmadik helyezett jutott tovább a nyolcaddöntőbe. A másik négy harmadik helyezettnek még egy mérkőzést kellett játszania a nyolcaddöntőbe jutásért, a két győztes jutott tovább. A nyolcaddöntőtől egyenes kieséses rendszerben folytatódott a torna.

## Csoportkör
| Színmagyarázat                                                                                     |
| -------------------------------------------------------------------------------------------------- |
| A csoportok első két helyezettje, és a két legjobb harmadik helyezettje bejutott a nyolcaddöntőbe. |
| A csoportok másik négy harmadik helyezettje még egy mérkőzést játszott a nyolcaddöntőbe jutásért.  |
| A csoportok negyedik helyezettjei kiestek.                                                         |

### Csoportbeosztás
Az 1–6. kiemelteket sorrendben az A-tól F csoportba osztották be, azonban ha a rendező ország csapata az első hat kiemelt között volt, akkor az automatikusan az A csoportba került. A 7–9., a 10–12., a 13–18. és a 19–24. kiemelteket sorsolással osztották be a csoportokba.

### A csoport
| Csapat                                                    | Pont | Gy | V | P+  | P–  | Sz+ | Sz– |
| --------------------------------------------------------- | ---- | -- | - | --- | --- | --- | --- |
| Hszü Lin-jin (Xu Linyin) - Vu Peng-ken (Wu Penggen) (CHN) | 6    | 3  | 0 | 135 | 104 | 6   | 1   |
| Herrera – Mesa (ESP)                                      | 5    | 2  | 1 | 114 | 107 | 4   | 2   |
| Gosch – Horst (AUT)                                       | 4    | 1  | 2 | 111 | 133 | 2   | 5   |
| Kais – Vesik (EST)                                        | 3    | 0  | 3 | 133 | 149 | 2   | 6   |

| 2008. augusztus 10. 10:00 | Hszü Lin-jin (Xu Linyin) - Vu Peng-ken (Wu Penggen) (CHN) | 2 – 0 | Gosch – Horst (AUT) | Beach Volleyball Ground |
| 2008. augusztus 10. 10:00 | (21–16, 21–15)                                            |       |                     | Beach Volleyball Ground |

| 2008. augusztus 10. 22:00 | Herrera – Mesa (ESP) | 2 – 0 | Kais – Vesik (EST) | Beach Volleyball Ground |
| 2008. augusztus 10. 22:00 | (21–18, 23–21)       |       |                    | Beach Volleyball Ground |

| 2008. augusztus 12. 10:00 | Hszü Lin-jin (Xu Linyin) - Vu Peng-ken (Wu Penggen) (CHN) | 2 – 1 | Kais – Vesik (EST) | Beach Volleyball Ground |
| 2008. augusztus 12. 10:00 | (15–21, 21–11, 15–13)                                     |       |                    | Beach Volleyball Ground |

| 2008. augusztus 12. 23:00 | Herrera – Mesa (ESP) | 2 – 0 | Gosch – Horst (AUT) | Beach Volleyball Ground |
| 2008. augusztus 12. 23:00 | (21–14, 21–12)       |       |                     | Beach Volleyball Ground |

| 2008. augusztus 14. 16:00 | Hszü Lin-jin (Xu Linyin) - Vu Peng-ken (Wu Penggen) (CHN) | 2 – 0 | Herrera – Mesa (ESP) | Beach Volleyball Ground |
| 2008. augusztus 14. 16:00 | (13–21, 15–21)                                            |       |                      | Beach Volleyball Ground |

| 2008. augusztus 14. 17:00 | Kais – Vesik (EST)    | 1 – 2 | Gosch – Horst (AUT) | Beach Volleyball Ground |
| 2008. augusztus 14. 17:00 | (16–21, 21–18, 12–15) |       |                     | Beach Volleyball Ground |

### B csoport
| Csapat                    | Pont | Gy | V | P+  | P–  | Sz+ | Sz– |
| ------------------------- | ---- | -- | - | --- | --- | --- | --- |
| Samoilovs – Pļaviņš (LAT) | 5    | 2  | 1 | 139 | 134 | 4   | 3   |
| Rogers – Dalhausser (USA) | 5    | 2  | 1 | 121 | 92  | 4   | 2   |
| Heyer – Heuscher (SUI)    | 4    | 1  | 2 | 120 | 129 | 3   | 4   |
| Conde – Baracetti (ARG)   | 4    | 1  | 2 | 99  | 124 | 2   | 4   |

| 2008. augusztus 9. 21:00 | Rogers – Dalhausser (USA) | 0 – 2 | Samoilovs – Pļaviņš (LAT) | Beach Volleyball Ground |
| 2008. augusztus 9. 21:00 | (19–21, 18–21)            |       |                           | Beach Volleyball Ground |

| 2008. augusztus 9. 22:00 | Heyer – Heuscher (SUI) | 2 – 0 | Conde – Baracetti (ARG) | Beach Volleyball Ground |
| 2008. augusztus 9. 22:00 | (21–13, 21–17)         |       |                         | Beach Volleyball Ground |

| 2008. augusztus 11. 09:00 | Conde – Baracetti (ARG) | 2 – 0 | Samoilovs – Pļaviņš (LAT) | Beach Volleyball Ground |
| 2008. augusztus 11. 09:00 | (23–21, 21–19)          |       |                           | Beach Volleyball Ground |

| 2008. augusztus 11. 22:00 | Rogers – Dalhausser (USA) | 2 – 0 | Heyer – Heuscher (SUI) | Beach Volleyball Ground |
| 2008. augusztus 11. 22:00 | (21–15, 21–10)            |       |                        | Beach Volleyball Ground |

| 2008. augusztus 13. 09:00 | Rogers – Dalhausser (USA) | 2 – 0 | Conde – Baracetti (ARG) | Beach Volleyball Ground |
| 2008. augusztus 13. 09:00 | (21–12, 21–13)            |       |                         | Beach Volleyball Ground |

| 2008. augusztus 13. 18:00 | Heyer – Heuscher (SUI) | 1 – 2 | Samoilovs – Pļaviņš (LAT) | Beach Volleyball Ground |
| 2008. augusztus 13. 18:00 | (17–21, 23–21, 13–15)  |       |                           | Beach Volleyball Ground |

### C csoport
| Csapat                  | Pont | Gy | V | P+  | P–  | Sz+ | Sz– |
| ----------------------- | ---- | -- | - | --- | --- | --- | --- |
| Ricardo-Emanuel (BRA)   | 6    | 3  | 0 | 126 | 88  | 6   | 0   |
| Schacht – Slack (AUS)   | 5    | 2  | 1 | 115 | 102 | 4   | 2   |
| Geor – Gia (GEO)        | 4    | 1  | 2 | 114 | 111 | 2   | 4   |
| Fernandes – Abreu (ANG) | 3    | 0  | 3 | 72  | 126 | 0   | 6   |

| 2008. augusztus 9. 13:00 | Ricardo-Emanuel (BRA) | 2 – 0 | Fernandes – Abreu (ANG) | Beach Volleyball Ground |
| 2008. augusztus 9. 13:00 | (21–8, 21–13)         |       |                         | Beach Volleyball Ground |

| 2008. augusztus 9. 14:00 | Schacht – Slack (AUS) | 2 – 0 | Geor – Gia (GEO) | Beach Volleyball Ground |
| 2008. augusztus 9. 14:00 | (21–17, 21–19)        |       |                  | Beach Volleyball Ground |

| 2008. augusztus 11. 10:00 | Schacht – Slack (AUS) | 2 – 0 | Fernandes – Abreu (ANG) | Beach Volleyball Ground |
| 2008. augusztus 11. 10:00 | (21–15, 21–9)         |       |                         | Beach Volleyball Ground |

| 2008. augusztus 11. 13:00 | Ricardo-Emanuel (BRA) | 2 – 0 | Geor – Gia (GEO) | Beach Volleyball Ground |
| 2008. augusztus 11. 13:00 | (21–19, 21–17)        |       |                  | Beach Volleyball Ground |

| 2008. augusztus 13. 14:00 | Geor – Gia (GEO) | 2 – 0 | Fernandes – Abreu (ANG) | Beach Volleyball Ground |
| 2008. augusztus 13. 14:00 | (21–14, 21–13)   |       |                         | Beach Volleyball Ground |

| 2008. augusztus 13. 21:00 | Ricardo-Emanuel (BRA) | 2 – 0 | Schacht – Slack (AUS) | Beach Volleyball Ground |
| 2008. augusztus 13. 21:00 | (21–14, 21–17)        |       |                       | Beach Volleyball Ground |

### D csoport
| Csapat                        | Pont | Gy | V | P+  | P–  | Sz+ | Sz– |
| ----------------------------- | ---- | -- | - | --- | --- | --- | --- |
| Doppler – Gartmayer (AUT)     | 6    | 3  | 0 | 156 | 144 | 6   | 2   |
| M. Araújo – Fabio Luiz (BRA)  | 5    | 2  | 1 | 139 | 131 | 5   | 2   |
| Barszuk – Kologyinszkij (RUS) | 4    | 1  | 2 | 132 | 130 | 3   | 4   |
| Lione – Amore (ITA)           | 3    | 0  | 3 | 107 | 129 | 0   | 6   |

| 2008. augusztus 10. 13:00 | M. Araújo – Fabio Luiz (BRA) | 2 – 0 | Lione – Amore (ITA) | Beach Volleyball Ground |
| 2008. augusztus 10. 13:00 | (21–18, 21–18)               |       |                     | Beach Volleyball Ground |

| 2008. augusztus 10. 23:00 | Barszuk – Kologyinszkij (RUS) | 1 – 2 | Doppler – Gartmayer (AUT) | Beach Volleyball Ground |
| 2008. augusztus 10. 23:00 | (16–21, 21–18, 14–16)         |       |                           | Beach Volleyball Ground |

| 2008. augusztus 12. 13:00 | M. Araújo – Fabio Luiz (BRA) | 1 – 2 | Doppler – Gartmayer (AUT) | Beach Volleyball Ground |
| 2008. augusztus 12. 13:00 | (22–20, 19–21, 11–15)        |       |                           | Beach Volleyball Ground |

| 2008. augusztus 12. 21:00 | Barszuk – Kologyinszkij (RUS) | 2 – 0 | Lione – Amore (ITA) | Beach Volleyball Ground |
| 2008. augusztus 12. 21:00 | (21–17, 21–13)                |       |                     | Beach Volleyball Ground |

| 2008. augusztus 14. 15:00 | Doppler – Gartmayer (AUT) | 2 – 0 | Lione – Amore (ITA) | Beach Volleyball Ground |
| 2008. augusztus 14. 15:00 | (21–19, 24–22)            |       |                     | Beach Volleyball Ground |

| 2008. augusztus 14. 18:00 | M. Araújo – Fabio Luiz (BRA) | 2 – 0 | Barszuk – Kologyinszkij (RUS) | Beach Volleyball Ground |
| 2008. augusztus 14. 18:00 | (24–22, 21–17)               |       |                               | Beach Volleyball Ground |

### E csoport
| Csapat                     | Pont | Gy | V | P+  | P–  | Sz+ | Sz– |
| -------------------------- | ---- | -- | - | --- | --- | --- | --- |
| Nummerdor – Schuil (NED)   | 6    | 3  | 0 | 133 | 106 | 6   | 1   |
| Laciga – Schnider (SUI)    | 5    | 2  | 1 | 113 | 102 | 4   | 2   |
| Klemperer – Koreng (GER)   | 4    | 1  | 2 | 118 | 132 | 2   | 5   |
| Kjemperud – Skarlund (NOR) | 3    | 0  | 3 | 123 | 147 | 2   | 6   |

| 2008. augusztus 9. 10:00 | Nummerdor – Schuil (NED) | 2 – 0 | Laciga – Schnider (SUI) | Beach Volleyball Ground |
| 2008. augusztus 9. 10:00 | (21–14, 21–15)           |       |                         | Beach Volleyball Ground |

| 2008. augusztus 9. 23:00 | Klemperer – Koreng (GER) | 2 – 1 | Kjemperud – Skarlund (NOR) | Beach Volleyball Ground |
| 2008. augusztus 9. 23:00 | (19–21, 22–20, 15–7)     |       |                            | Beach Volleyball Ground |

| 2008. augusztus 11. 21:00 | Nummerdor – Schuil (NED) | 2 – 1 | Kjemperud – Skarlund (NOR) | Beach Volleyball Ground |
| 2008. augusztus 11. 21:00 | (13–21, 21–15, 15–9)     |       |                            | Beach Volleyball Ground |

| 2008. augusztus 11. 23:00 | Klemperer – Koreng (GER) | 0 – 2 | Laciga – Schnider (SUI) | Beach Volleyball Ground |
| 2008. augusztus 11. 23:00 | (15–21, 15–21)           |       |                         | Beach Volleyball Ground |

| 2008. augusztus 13. 19:00 | Kjemperud – Skarlund (NOR) | 0 – 2 | Laciga – Schnider (SUI) | Beach Volleyball Ground |
| 2008. augusztus 13. 19:00 | (17–21, 13–21)             |       |                         | Beach Volleyball Ground |

| 2008. augusztus 13. 20:00 | Nummerdor – Schuil (NED) | 2 – 0 | Klemperer – Koreng (GER) | Beach Volleyball Ground |
| 2008. augusztus 13. 20:00 | (21–16, 21–16)           |       |                          | Beach Volleyball Ground |

### F csoport
| Csapat                  | Pont | Gy | V | P+  | P–  | Sz+ | Sz– |
| ----------------------- | ---- | -- | - | --- | --- | --- | --- |
| Gibb – Rosenthal (USA)  | 6    | 3  | 0 | 142 | 111 | 6   | 1   |
| Aszahi – Siratori (JPN) | 4    | 1  | 2 | 147 | 151 | 3   | 5   |
| Boersma – Ronnes (NED)  | 4    | 1  | 2 | 125 | 137 | 3   | 4   |
| Brink – Dieckmann (GER) | 4    | 1  | 2 | 106 | 121 | 2   | 4   |

| 2008. augusztus 10. 20:00 | Brink – Dieckmann (GER) | 2 – 0 | Aszahi – Siratori (JPN) | Beach Volleyball Ground |
| 2008. augusztus 10. 20:00 | (21–18, 21–18)          |       |                         | Beach Volleyball Ground |

| 2008. augusztus 10. 21:00 | Gibb – Rosenthal (USA) | 2 – 0 | Boersma – Ronnes (NED) | Beach Volleyball Ground |
| 2008. augusztus 10. 21:00 | (21–16, 21–15)         |       |                        | Beach Volleyball Ground |

| 2008. augusztus 12. 18:00 | Boersma – Ronnes (NED) | 1 – 2 | Aszahi – Siratori (JPN) | Beach Volleyball Ground |
| 2008. augusztus 12. 18:00 | (15–21, 25–23, 11–15)  |       |                         | Beach Volleyball Ground |

| 2008. augusztus 12. 22:00 | Brink – Dieckmann (GER) | 0 – 2 | Gibb – Rosenthal (USA) | Beach Volleyball Ground |
| 2008. augusztus 12. 22:00 | (15–21, 13–21)          |       |                        | Beach Volleyball Ground |

| 2008. augusztus 14. 19:00 | Gibb – Rosenthal (USA) | 2 – 1 | Aszahi – Siratori (JPN) | Beach Volleyball Ground |
| 2008. augusztus 14. 19:00 | (21–15, 19–21, 18–16)  |       |                         | Beach Volleyball Ground |

| 2008. augusztus 14. 20:00 | Brink – Dieckmann (GER) | 0 – 2 | Boersma – Ronnes (NED) | Beach Volleyball Ground |
| 2008. augusztus 14. 20:00 | (16–21, 20–22)          |       |                        | Beach Volleyball Ground |

### Harmadik helyezettek
A legjobb két harmadik helyezett bejutott a nyolcaddöntőbe. Az alábbi táblázat alapján a 3. helyezett a 6. helyezettel, a 4. helyezett pedig az 5. helyezettel játszott egy mérkőzést a nyolcaddöntőbe jutásért.
| Hely | Csapat                        | Pont | Gy | V | P+  | P–  | PA    | Sz+ | Sz– |
| ---- | ----------------------------- | ---- | -- | - | --- | --- | ----- | --- | --- |
| 1    | Geor – Gia (GEO)              | 4    | 1  | 2 | 114 | 111 | 1.027 | 2   | 4   |
| 2    | Barszuk – Kologyinszkij (RUS) | 4    | 1  | 2 | 132 | 130 | 1.015 | 3   | 4   |
| 3    | Heyer – Heuscher (SUI)        | 4    | 1  | 2 | 120 | 129 | 0.930 | 3   | 4   |
| 4    | Boersma – Ronnes (NED)        | 4    | 1  | 2 | 125 | 137 | 0.912 | 3   | 4   |
| 5    | Klemperer – Koreng (GER)      | 4    | 1  | 2 | 118 | 132 | 0.894 | 2   | 5   |
| 6    | Gosch – Horst (AUT)           | 4    | 1  | 2 | 111 | 133 | 0.835 | 2   | 5   |

| 2008. augusztus 14. 22:00 | Heyer – Heuscher (SUI) | 0 – 2 | Gosch – Horst (AUT) | Beach Volleyball Ground |
| 2008. augusztus 14. 22:00 | (11–21, 19–21)         |       |                     | Beach Volleyball Ground |

| 2008. augusztus 14. 22:00 | Boersma – Ronnes (NED) | 0 – 2 | Klemperer – Koreng (GER) | Beach Volleyball Ground |
| 2008. augusztus 14. 22:00 | (16–21, 25–27)         |       |                          | Beach Volleyball Ground |

## Egyenes kieséses szakasz

### Nyolcaddöntők
| 2008. augusztus 16. 09:00 | Laciga – Schnider (SUI) | 1 – 2 | Rogers – Dalhausser (USA) | Beach Volleyball Ground |
| 2008. augusztus 16. 09:00 | (16–21, 23–21, 13–15)   |       |                           | Beach Volleyball Ground |

| 2008. augusztus 16. 10:00 | Hszü Lin-jin (Xu Linyin) - Vu Peng-ken (Wu Penggen) (CHN) | 0 – 2 | Klemperer – Koreng (GER) | Beach Volleyball Ground |
| 2008. augusztus 16. 10:00 | (15–21, 18–21)                                            |       |                          | Beach Volleyball Ground |

| 2008. augusztus 16. 11:00 | Geor – Gia (GEO)      | 2 – 1 | Doppler – Gartmayer (AUT) | Beach Volleyball Ground |
| 2008. augusztus 16. 11:00 | (19–21, 21–16, 15–13) |       |                           | Beach Volleyball Ground |

| 2008. augusztus 16. 12:00 | Nummerdor – Schuil (NED) | 2 – 0 | Schacht – Slack (AUS) | Beach Volleyball Ground |
| 2008. augusztus 16. 12:00 | (21–16, 21–14)           |       |                       | Beach Volleyball Ground |

| 2008. augusztus 16. 18:00 | Aszahi – Siratori (JPN) | 0 – 2 | M. Araújo – Fabio Luiz (BRA) | Beach Volleyball Ground |
| 2008. augusztus 16. 18:00 | (21–23, 15–21)          |       |                              | Beach Volleyball Ground |

| 2008. augusztus 16. 19:00 | Gosch – Horst (AUT) | 2 – 0 | Samoilovs – Pļaviņš (LAT) | Beach Volleyball Ground |
| 2008. augusztus 16. 19:00 | (21–17, 21–18)      |       |                           | Beach Volleyball Ground |

| 2008. augusztus 16. 20:00 | Herrera – Mesa (ESP) | 0 – 2 | Gibb – Rosenthal (USA) | Beach Volleyball Ground |
| 2008. augusztus 16. 20:00 | (24–26, 17–21)       |       |                        | Beach Volleyball Ground |

| 2008. augusztus 16. 21:00 | Ricardo – Emanuel (BRA) | 2 – 1 | Barszuk – Kologyinszkij (RUS) | Beach Volleyball Ground |
| 2008. augusztus 16. 21:00 | (18–21, 25–23, 15–13)   |       |                               | Beach Volleyball Ground |

### Negyeddöntők
| 2008. augusztus 18. 10:00 | Klemperer – Koreng (GER) | 0 – 2 | Rogers – Dalhausser (USA) | Beach Volleyball Ground |
| 2008. augusztus 18. 10:00 | (13–21, 23–25)           |       |                           | Beach Volleyball Ground |

| 2008. augusztus 18. 11:00 | Nummerdor – Schuil (NED) | 0 – 2 | Geor – Gia (GEO) | Beach Volleyball Ground |
| 2008. augusztus 18. 11:00 | (19–21, 19–21)           |       |                  | Beach Volleyball Ground |

| 2008. augusztus 18. 20:00 | M. Araújo – Fabio Luiz (BRA) | 2 – 0 | Gosch – Horst (AUT) | Beach Volleyball Ground |
| 2008. augusztus 18. 20:00 | (22–20, 21–17)               |       |                     | Beach Volleyball Ground |

| 2008. augusztus 18. 21:00 | Ricardo – Emanuel (BRA) | 2 – 0 | Gibb – Rosenthal (USA) | Beach Volleyball Ground |
| 2008. augusztus 18. 21:00 | (21–18, 21–16)          |       |                        | Beach Volleyball Ground |

### Elődöntők
| 2008. augusztus 20. 09:00 | Geor – Gia (GEO) | 0 – 2 | Rogers – Dalhausser (USA) | Beach Volleyball Ground |
| 2008. augusztus 20. 09:00 | (11–21, 13–21)   |       |                           | Beach Volleyball Ground |

| 2008. augusztus 20. 10:00 | M. Araújo – Fabio Luiz (BRA) | 2 – 0 | Ricardo – Emanuel (BRA) | Beach Volleyball Ground |
| 2008. augusztus 20. 10:00 | (22–20, 21–18)               |       |                         | Beach Volleyball Ground |

### Bronzmérkőzés
| 2008. augusztus 22. 09:00 | Geor – Gia (GEO) | 0 – 2 | Ricardo – Emanuel (BRA) | Beach Volleyball Ground |
| 2008. augusztus 22. 09:00 | (15–21, 10–21)   |       |                         | Beach Volleyball Ground |

### Döntő
| 2008. augusztus 22. 11:00 | Rogers – Dalhausser (USA) | 2 – 1 | M. Araújo – Fabio Luiz (BRA) | Beach Volleyball Ground |
| 2008. augusztus 22. 11:00 | (23–21, 17–21, 15–4)      |       |                              | Beach Volleyball Ground |

### Végeredmény
| Helyezés | Csapat                                                    | Kiemelés |
| -------- | --------------------------------------------------------- | -------- |
| Arany    | Todd Rogers – Phil Dalhausser (USA)                       | 2        |
| Ezüst    | Márcio Araújo – Fabio Luiz Magalhães (BRA)                | 4        |
| Bronz    | Ricardo Santos – Emanuel Rego (BRA)                       | 3        |
| 4.       | Renato Gomes – Jorge Terceiro (GEO)                       | 17       |
| 5.       | Reinder Nummerdor – Richard Schuil (NED)                  | 5        |
| 5.       | David Klemperer – Eric Koreng (GER)                       | 8        |
| 5.       | Jake Gibb – Sean Rosenthal (USA)                          | 9        |
| 5.       | Florian Gosch – Alexander Horst (AUT)                     | 19       |
| 9.       | Hszü Lin-jin (Xu Linyin) - Vu Peng-ken (Wu Penggen) (CHN) | 1        |
| 9.       | Dmitrij Barszuk – Igor Kologyinszkij (RUS)                | 7        |
| 9.       | Andrew Schacht – Joshua Slack (AUS)                       | 10       |
| 9.       | Pablo Herrera – Raúl Mesa (ESP)                           | 11       |
| 9.       | Clemens Doppler – Peter Gartmayer (AUT)                   | 15       |
| 9.       | Martin Laciga – Jan Schnider (SUI)                        | 20       |
| 9.       | Aleksandrs Samoilovs – Mārtiņš Pļaviņš (LAT)              | 21       |
| 9.       | Aszahi Kentaró – Siratori Kacuhiro (JPN)                  | 22       |
| 17.      | Sascha Heyer – Patrick Heuscher (SUI)                     | 12       |
| 17.      | Emiel Boersma – Bram Ronnes (NED)                         | 16       |
| 19.      | Julius Brink – Christoph Dieckmann (GER)                  | 6        |
| 19.      | Martín Conde – Mariano Baracetti (ARG)                    | 13       |
| 19.      | Kristjan Kais – Rivo Vesik (EST)                          | 14       |
| 19.      | Jørre Kjemperud – Tarjei Skarlund (NOR)                   | 18       |
| 19.      | Riccardo Lione – Eugenio Amore (ITA)                      | 23       |
| 19.      | Emanuel Fernandes – Morais Abreu (ANG)                    | 24       |